# Ігорева могила
50°59′48″ пн. ш. 28°43′15″ сх. д. / 50.9965359° пн. ш. 28.7209252° сх. д.
Ігорева могила — курган, який згідно з переказами є місцем поховання князя Ігоря Рюриковича. Розташований на околицях села Немирівка Коростенського району Житомирської області.

## Історія
За місцевим переказом курган був насипаний за наказам княгині Ольги над місцем поховання її чоловіка князя Ігоря Рюриковича, вбитого древлянами в 945 році. Смерть і поховання Ігоря згадується в «Повісті временних літ» під 6453 (945) роком:
| Оригінал |  | Переклад |
| --- |  | --- |
| И не послуша ихъ Игорь, и шедше из города ИскоростЂня противу Древляне, и убиша Игоря и дружину его: бЂ бо ихъ мало. И погребенъ бысть Игорь; и есть могила его у Искоростиня города в ДеревЂхъ и до сего дни. |  | І не послухав їх Ігор. Із города Іскоростеня вийшли проти нього древляни. І убили Ігоря і дружину його, бо було їх мало. І поховали вони Ігоря в Деревах. І донині є його могила біля Іскоростеня. |

Поховання Ігора також згадується в хроніці Стрийковського.

## Курган

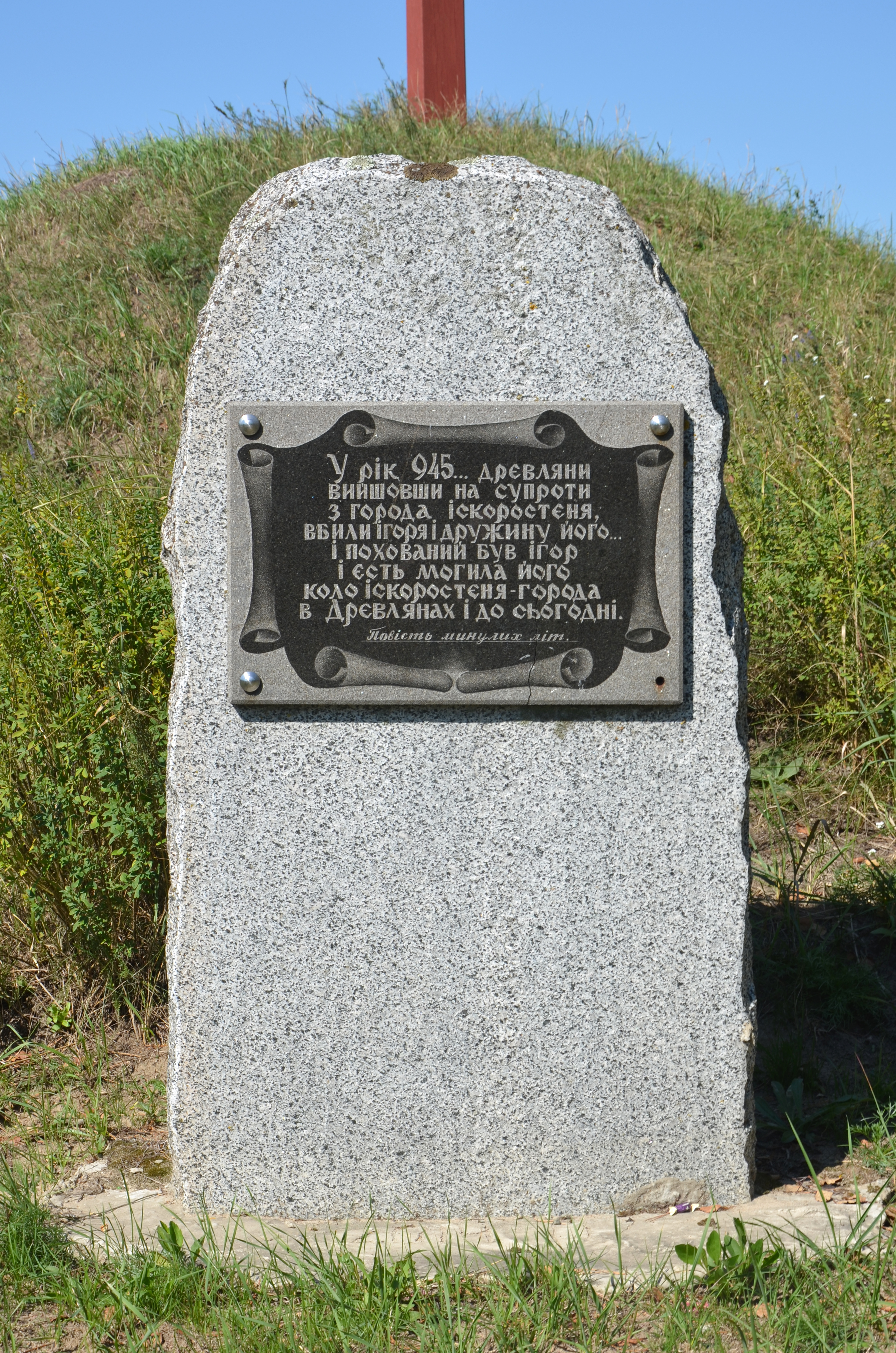
Пам'ятний знак на кургані

Курган має статус пам'ятки історії. На цьому кургані розташований хрест і пам'ятний знак з написом:
|  | У рік 945… древляни, вийшовши на супроти з города Іскоростеня, вбили Ігоря і дружину його… і похований був Ігор і єсть могила його коло Іскоростеня-города в Древлянах і до сьогодні. Повість минулих літ. |